# Friesenberghaus
Das Friesenberghaus ist eine Schutzhütte der Kategorie I der Sektion Berlin des Deutschen Alpenvereins. Sie liegt in den Zillertaler Alpen, im österreichischen Bundesland Tirol im Gebiet der Gemeinde Finkenberg, auf einer Höhe von 2477 m ü. A. (nach Eigenangaben 2498 m ü. A.) und ist ein Etappenziel des Berliner Höhenweges. Das Haus befindet sich direkt oberhalb des Friesenbergsees zwischen dem Hohen Riffler und den Gefrorenen Wandspitzen. Seit November 2011 trägt die Hütte das Umweltgütesiegel für Alpenvereinshütten. Das Haus ist Teil der DAV-Initiativen „So schmecken die Berge“ und „Mit Kindern auf Hütten“.

## Geschichte

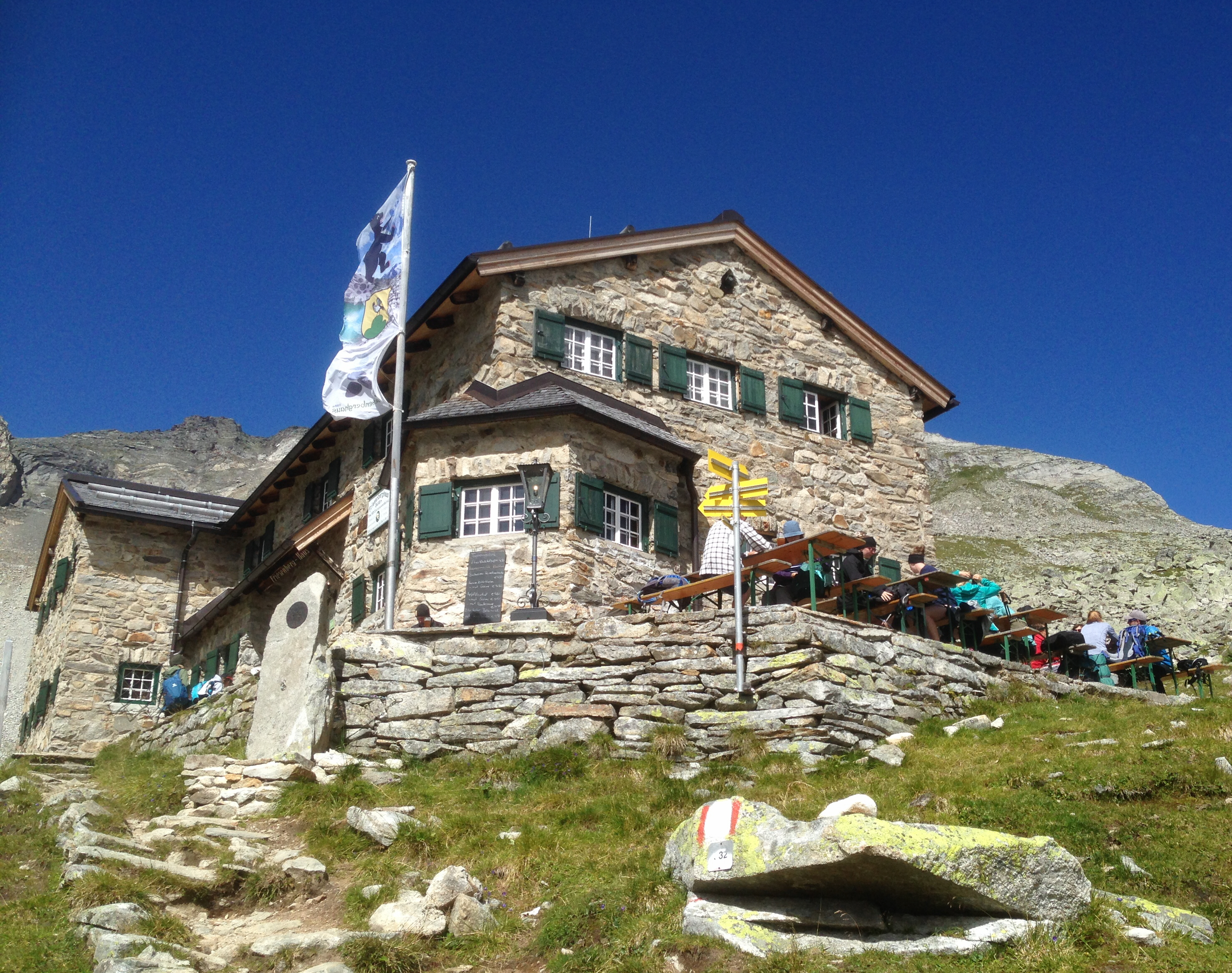
Friesenberghaus mit Terrasse, gesehen von Süden

Die Entstehung des Friesenberghauses hängt eng zusammen mit der Auseinandersetzung über den Antisemitismus im Deutschen und Österreichischen Alpenverein (DuOeAV). Nachdem 1921 die Sektion Austria des DuOeAV einen „Arierparagraphen“ in ihre Satzung aufgenommen hatte, gründeten jüdische und nichtjüdische Mitglieder der Sektion Austria aus Protest dagegen die Sektion Donauland, die sich trotz andauernder Diffamierungen durch deutschvölkisch organisierte und antisemitische Bergsteiger zur drittgrößten österreichischen Alpenvereinssektion entwickelte. Doch Ende 1924 gelang es der deutschvölkischen Seite, die Sektion Donauland auf einer außerordentlichen Hauptversammlung aus dem DuOeAV mit fadenscheinigen Gründen auszuschließen. Der Widerstand seitens anderer Sektionen war zu dieser Zeit nur noch schwach, lediglich die Sektionen Aachen, Barmen, Berlin, Essen, Frankfurt am Main, Gelsenkirchen, Gummersbach, Leipzig, Mainz, Marburg, Zwickau und Gleiwitz (von insgesamt über 300) versuchten, den Ausschluss zu verhindern. Aus Solidarität und zur Unterstützung der Sektion Donauland gründeten auch 600 Berliner Bergsteiger den Deutschen Alpenverein Berlin, der zusammen mit der Sektion Donauland das Friesenberghaus plante und den Rohbau 1929 unter Dach brachte. Das Haus wurde bereits 1931 bewirtschaftet, feierlich eröffnet wurde es am 3. Juli 1932.
1934 wurde der Berliner Verein von den Nationalsozialisten verboten, 1938 nach dem Anschluss Österreichs auch die Sektion Donauland. Das Friesenberghaus wurde im März 1938 von der Gestapo beschlagnahmt und Kreisleiter Kunsek stellte es der Schwazer Hitlerjugend zur Nutzung zur Verfügung.

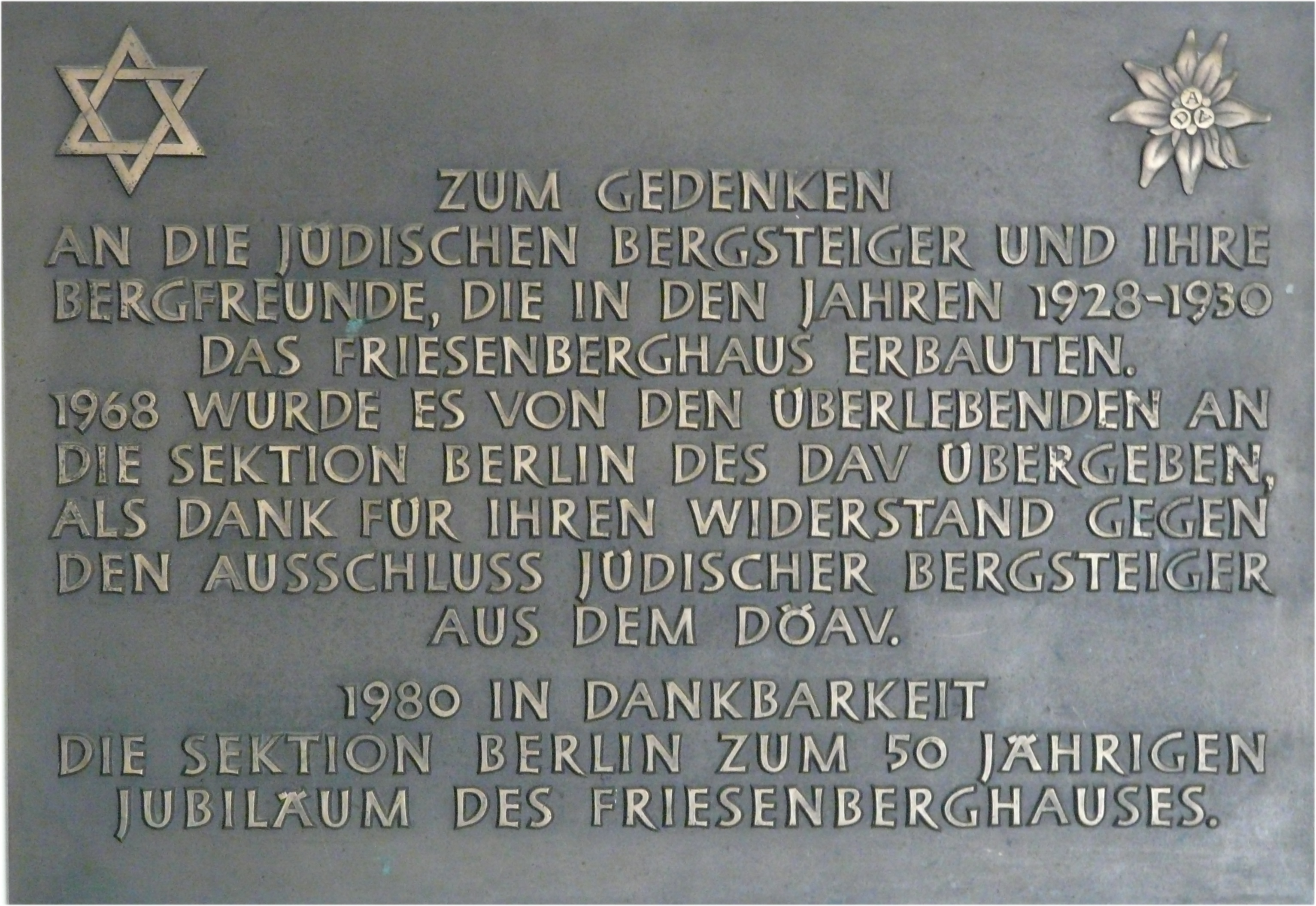
Gedenktafel aus dem Jahr 1980

Nach 1945 wurde es vollständig geplündert. Die wenigen Holocaust-Überlebenden der Sektion Donauland vermochten nicht, das Haus instand zu setzen und zu unterhalten, so wurde es schließlich 1968 der Sektion Berlin übereignet. 2003 wurde es nach grundlegender Sanierung und Erweiterung zu einer internationalen Begegnungsstätte gegen Intoleranz und Hass.
Heute erinnern im Friesenberghaus 12 Holzstühle an die Widerstandsektionen von 1924.
Im Jahre 2002/03 wurde das Friesenberghaus modernisiert und erweitert, der ursprüngliche Charakter wurde jedoch erhalten. Weitere Sanierungsarbeiten erfolgten 2013 (neue biologische Kläranlage), 2018 (neues Schindeldach) sowie 2020 (Fundamentverstärkung Südseite).

## Ausstattung
Das Friesenberghaus verfügt über 32 Schlafplätze, aufgeteilt auf mehrere Lager, sowie 34 Betten in Mehrbettzimmern. Ein separater Winterraum mit 6 Betten ist vorhanden. Drei Gasträume und eine Terrasse stehen für die Tages- und Übernachtungsgäste zur Verfügung ebenso wie Trockenraum/Schuhraum. Es gibt mehrere Waschräume/WCs im Haus und zwei Duschen. Die Gasträume können mit Kachelöfen beheizt werden, für den Hüttenbetrieb steht Strom zur Verfügung, der über Solarzellen (maximale Leistung rund 4 kWh), Wasserkraft (maximale Energie knapp 1 kWh) und, wenn nötig, ein Blockheizkraftwerk mit Rapsöl erzeugt wird; Warmwasser wird durch Überschussenergie vom regenerativ erzeugten Strom bereitstellt und, wenn nötig, per Durchlauferhitzer. Für die Hüttengastronomie (frische Speisen, Getränke) gibt es eine Küche. Die Hüttenversorgung erfolgt per Helikopter (Helikopterlandeplatz oberhalb der Hütte). Eine moderne biologische Kläranlage (Wirbelbetttechnik mit Filtersackanlage) übernimmt die Entsorgung. 

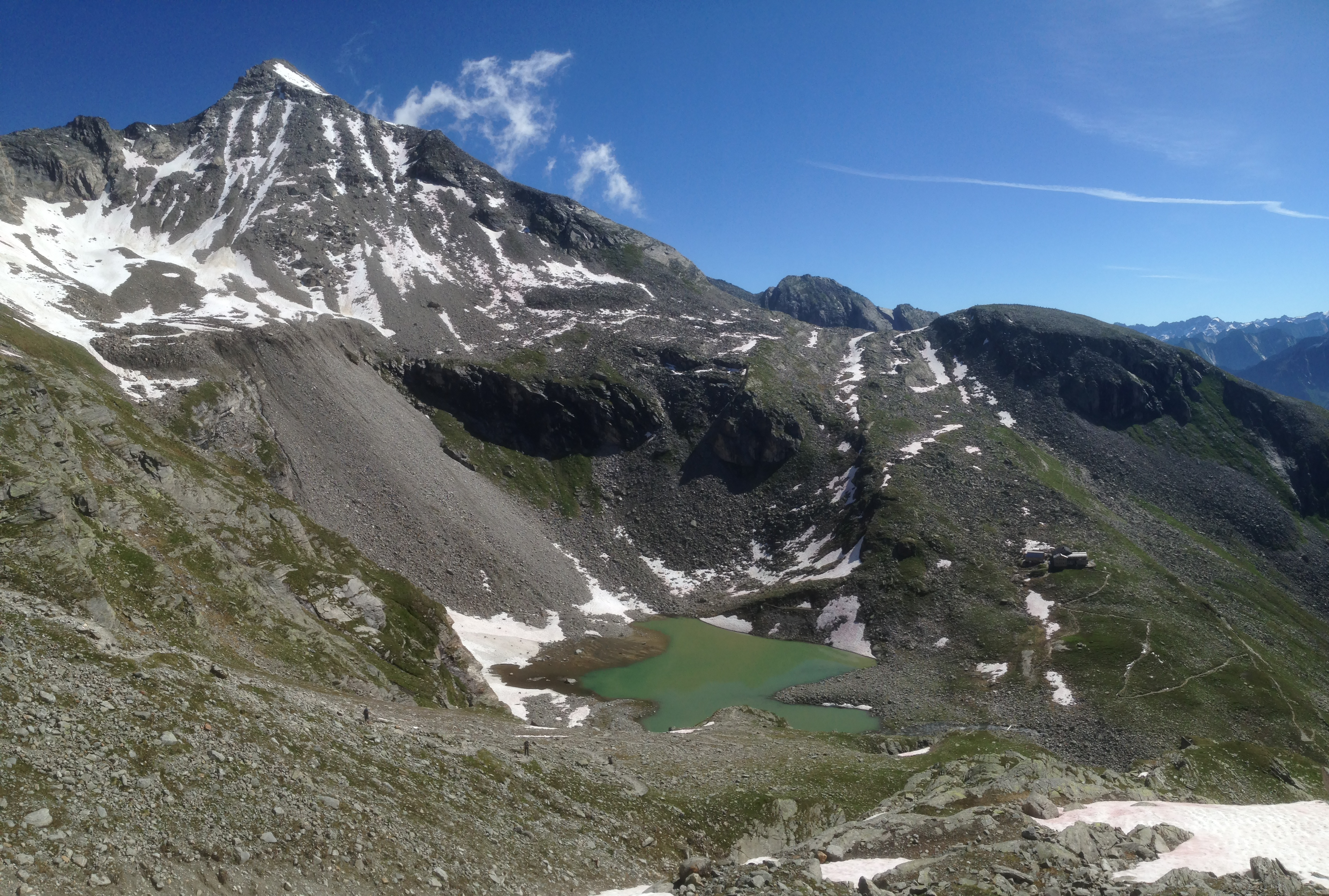
Friesenberghaus (rechts), dahinter das Petersköpfl, links der Hohe Riffler mit dem Friesenbergsee davor

## Zustieg

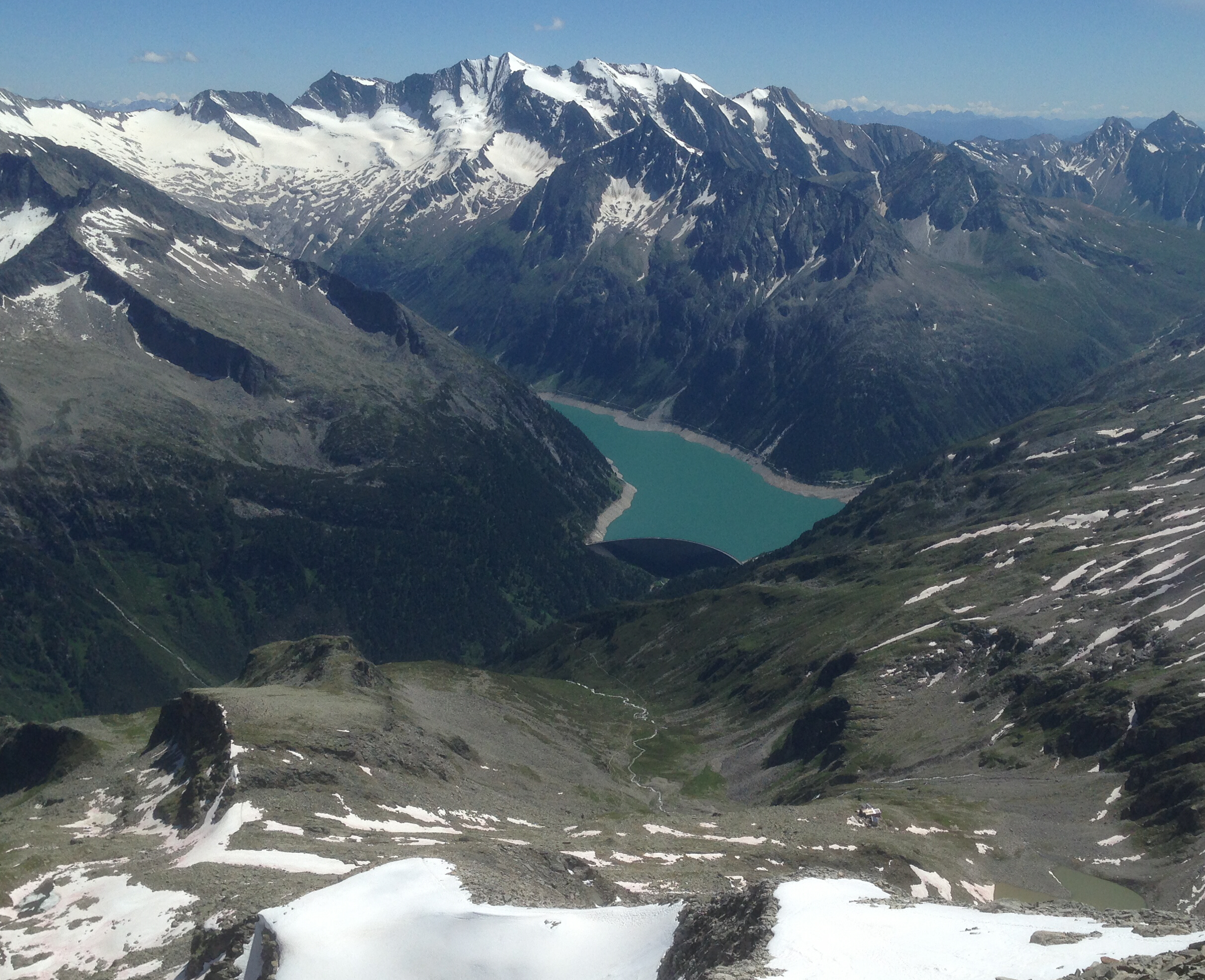
Lage des Friesenberghauses (vorne rechts), in der Mitte der Schlegeisspeicher, hinten die Hochfeiler-Gruppe, vorne links das Petersköpfl, ganz rechts vorn der Friesenbergsee

Die Hütte liegt gut 700 Höhenmeter nördlich oberhalb des Schlegeisspeichers im Zamser Grund. Vom Stausee (Parkplatz, Endhaltestelle der Buslinie 4102 Mayrhofen – Ginzling – Schlegeis, verkehrt nur im Sommerhalbjahr) ist sie über den AV-Weg Nr. 532, der an der Neuen Dominikushütte beginnt in einer Gehzeit von etwa zweieinhalb Stunden einfach über die Friesenbergalm zu erreichen, wobei rund 750 Höhenmeter zu überwinden sind. Alternativ kann das Friesenberghaus auch direkt vom Alpengasthof Breitlahner im Zemmgrund (Mautstelle der Schlegeis-Alpenstraße, Parkplatz) auf einem Wanderweg in etwa 4 Stunden erreicht werden (Höhenunterschied rund 1.300 Meter; mittelschwer (Bergwegkategorie roter Punkt nach ÖAV)).

## Übergänge
- Zum Skigebiet Hintertuxer Gletscher (Spannagelhaus) über die Friesenbergscharte (Seilversicherungen auf der Südseite, Schneefelder oft bis in den Hochsommer hinein auf der Nordseite) 4 Stunden, schwer (Bergwegkategorie schwarzer Punkt nach ÖAV), alpine Erfahrung, Trittsicherheit und Schwindelfreiheit erforderlich. Achtung: Der in vielen Wanderkarten noch eingezeichnete direkte Verbindungssteig, der vom Friesenberghaus am Nordufer des Friesenbergsees entlang zur Abzweigung Richtung Friesenbergscharte hinaufführte, ist wegen Steinschlaggefahr seit mehreren Jahren nicht mehr begehbar (Seilversicherungen abgebaut), aufgelassen und gesperrt. Vom Friesenberghaus kommt man entweder ostseitig über den Steig der über den Sattel am Petersköpfel und am Abzweig zum Hohen Riffler vorbei führt oder westseitig über den Steig zur Olperer Hütte, den man nach dem Aufstieg vom Friesenbergsee rechtsseitig verlässt zum Abzweig zur Friesenbergscharte.
- Über den Berliner Höhenweg südlich zur Olpererhütte, 2 Stunden, mittelschwer (Bergwegkategorie roter Punkt nach ÖAV), teils Trittsicherheit erforderlich, im nördlichen Abschnitt häufig bis in den Hochsommer hinein einige Schneefelder die gequert werden müssen.
- Über den Berliner Höhenweg nordöstlich zur Gamshütte, 9 Stunden, schwer (Bergwegkategorie schwarzer Punkt nach ÖAV), auf mehreren teils ausgesetzten Teilabschnitten alpine Erfahrung, Trittsicherheit und Schwindelfreiheit erforderlich, bei Nässe bzw. Eis/Schnee sind die ausgesetzten Passagen heikel. Insgesamt 5 Abstiegsmöglichkeiten ins Tal im Verlauf der gesamten Wegstrecke zwischen den Hütten (Notabstieg daher bei Schlechtwetter/schwierigen Verhältnissen möglich)

## Gipfeltouren
- Hoher Riffler (3231 m)
- Petersköpfl (2679 m), Hausberg der Hütte
- Gefrorene-Wand-Spitzen (3288 m)
- Olperer (3476 m)

In unmittelbarer Nähe des Friesenberghauses gibt es oberhalb des Ostufers des Friesenbergsees einen Klettergarten mit Routen unterschiedlicher Schwierigkeitsgrade.